# Vernon Davis
Vernon Davis (Washington D. C., Estados Unidos, 31 de enero de 1984) es un exjugador profesional de fútbol americano que jugaba en la posición de tight end.
Es hermano de Vontae Davis, quien también jugó al fútbol americano en la NFL.

## Carrera deportiva
Davis asisitó a la Dunbar High School en Washington D. C., donde se destacó en fútbol americano, baloncesto y atletismo (especialmente en carreras de velocidad y salto en alto). 
En 2003 fue reclutado por la Universidad de Maryland, por lo que pasaría a jugar con los Maryland Terrapins en la Atlantic Coast Conference de la División I de la NCAA. Actuó allí en un gran nivel durante tres temporadas, motivo por el cual en 2022 sería incluido en el Salón de la Fama de la universidad.
Se presentó al Draft de la NFL de 2006, siendo elegido en la primera ronda con el puesto número 6 por los San Francisco 49ers.
Además de los 49ers, Davis jugó con los Denver Broncos y Washington Redskins. Fue campeón del Super Bowl 50 y participó del Pro Bowl de 2009 y 2013.

## Vida privada
Es aficionado al curling, habiendo sido designado capitán honorario de la selección nacional que compitió en los Juegos Olímpicos de Invierno de 2018.

### Presencia mediática
En 2015 apareció en los programas de televisión Pretty Wild y Whose Line Is It Anyway?. 
Condujo una emisión especial del reality show de competencia The Challenge: Demencia Total de MTV en 2020. Ese mismo año participó de la vigésimo novena temporada de Dancing with the Stars, donde bailó junto a Peta Murgatroyd.
En 2022 intervino como jurado del programa Domino Masters, transmitido por FOX.
Davis hizo su debut cinematográfico en la película The Ritual Killer de 2023, donde interpreta a Randoku, un asesino serial. También ese año se estrenó como cantante, lanzando un álbum de rap titulado Showtime.